# Bundesstraße 109
Pour les articles homonymes, voir Route 109.
La Bundesstraße 109 (abrégé en B 109) est une Bundesstraße reliant Berlin à Greifswald.

## Localités traversées
- Berlin
- Wandlitz
- Zehdenick
- Templin
- Prenzlau
- Pasewalk
- Ferdinandshof
- Ducherow
- Anklam
- Karlsburg
- Greifswald